# Corno Mud
Il Corno Mud è una montagna delle Alpi Pennine alta 2.802 m, posta tra Alta Valsesia e Val Sermenza in provincia di Vercelli.

## Caratteristiche

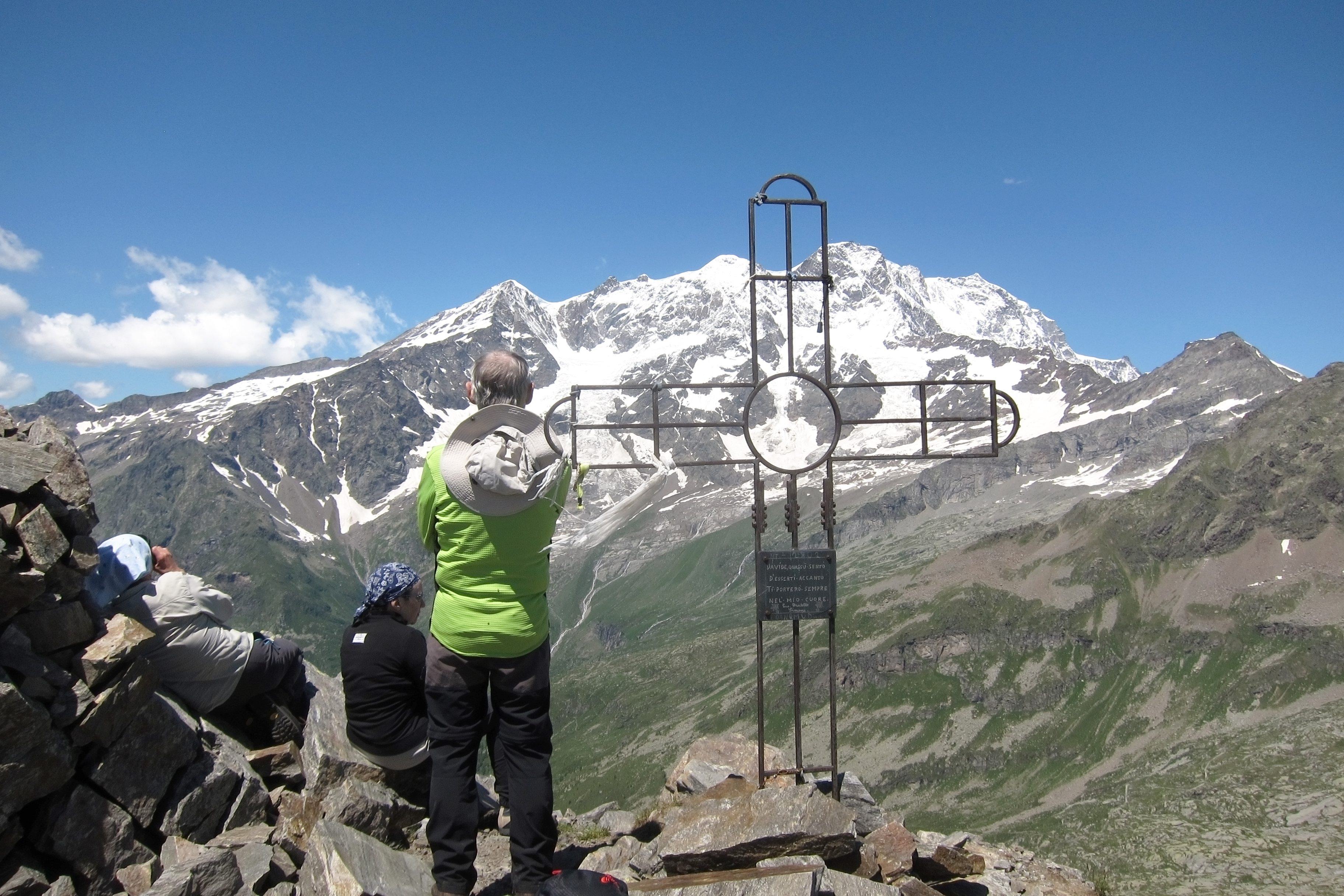
La vista sul massiccio del Monte Rosa dalla croce di vetta del Corno Mud

Il Corno Mud sovrasta la Valle di Mud che prende il nome dal torrente Rio di Mud che discende in direzione sud-ovest partendo dal Colle di Mud e scorrendo fino ad Alagna Valsesia. La cima si trova tra il Monte Tagliaferro posizionato più a sud e la Punta Chiara che si trova più a nord. Dalla cima del corno si può ammirare il contrafforte montuoso che discende dalla Punta Gnifetti del Monte Rosa.

## Ascensioni
Per salire alla vetta si può partire sia da Pedemonte che da Rima e arrivare al Colle Mud a 2.324 metri e da lì prendere il sentiero in direzione nord che risale il versante sud del Corno Mud fino alla croce di vetta. Il sentiero da questo versante è classificato con il grado EE (escursionisti esperti) e risale circa 1400 metri di dislivello partendo da Rima.

## Punti di appoggio
- Rifugio Santino Ferioli, 2.264 m, presso l'Alpe Mud Superiore, da qui si possono raggiungere il Tagliaferro per la cresta nord e il Corno Mud, oltre a traversare il colle Mud per scendere a Rima. Il rifugio è Gestito dalla sezione del CAI di Olgiate Olona.[2]

## Traversate alpine
Sotto questa montagna corrono diversi percorsi:
- Sentiero Italia[3]
- GTA, Grande traversata alpina, che passa per il Colle Mud con tappa Rifugio Ferioli
- GTV, Grande traversata valsesiana, che attraversa sempre il colle Mud.
- Gran Sentiero Walser, per il Colle Mud